# APSBF Asien-Pazifik-Meisterschaft
Die APSBF Asien-Pazifik-Meisterschaft der Herren ist ein Snookerturnier, das von der Asia Pacific Snooker & Billiards Federation (APSBF) ausgetragen wird. Sie ist eine der großen Kontinental- bzw. Regionalmeisterschaften der Amateure und ist seit 2012 ein Qualifikationsturnier für die Profitour. Bis 2020 hieß das Turnier noch Ozeanienmeisterschaft und der austragende Verband Oceania Billiards & Snooker Federation (OBSF).

## Geschichte
Die Aufzeichnungen reichen bis ins Jahr 1994 zurück, sind allerdings nicht vollständig.
Teilnahmeberechtigt sind nur Spieler, die nicht gleichzeitig auf der Snooker Main Tour spielen. Über die Asien-Pazifik-Meisterschaft ist eine Qualifikation für die IBSF-Snookerweltmeisterschaft möglich. Seit 2012 ist der Asien-Pazifik-Meister darüber hinaus automatisch für den freien Platz auf der World Snooker Tour qualifiziert, der vom Verband besetzt werden darf. Zuvor bekam schon Dene O’Kane 2006 durch seinen Titel die Startberechtigung auf der Tour, 2008 rückte Chris McBreen als Zweitplatzierter für Glen Wilkinson auf, der auf die Tourteilnahme verzichtet hatte.
Bis 2020 nannte sich der austragende Verband Oceania Billiards & Snooker Federation und der Wettbewerb war entsprechend die Ozeanienmeisterschaft. Wegen der Ausdehnung in Richtung Asien erfolgte dann die Umbenennung in Asia Pacific Snooker & Billiards Federation. 2021 fiel das Turnier aufgrund der COVID-19-Pandemie aus, aber 2022 kehrte es als Asien-Pazifik-Meisterschaft (offiziell Asia Pacific Open Snooker Championship) zurück.

## Sieger
| Jahr                           | Austragungsort                       | Sieger                               | Ergebnis                             | Finalist                             | Halbfinalisten A                     |
| Oceania Championship           | Oceania Championship                 | Oceania Championship                 | Oceania Championship                 | Oceania Championship                 | Oceania Championship                 |
| ------------------------------ | ------------------------------------ | ------------------------------------ | ------------------------------------ | ------------------------------------ | ------------------------------------ |
| 1994                           | Pukekohe                             | Steve Robertson                      | 5:2                                  | Les Higgins                          | Jim Bonner Roy Young                 |
| 1995                           | Gosford                              | Les Higgins                          | 6:4                                  | Stuart Lawler                        | Gary Gillard Nick Vasic              |
| 1996                           | Taupō                                | Steve Robertson                      | 5:4                                  | Shawn Budd                           | Richard Muhlauer Daniel Haenga       |
| 1997                           | Papua-Neuguinea                      | Shawn Budd                           | 6:3                                  | Craig Duffy                          | Stuart Lawler Johl Younger           |
| 1998                           | Melbourne                            | Steve Mifsud                         | 8:5                                  | Shawn Budd                           | Johl Younger Stuart Lawler           |
| 1999                           | unbekannt                            | unbekannt                            | unbekannt                            | unbekannt                            | unbekannt                            |
| 2000                           | Neuseeland                           | Neil Robertson                       | 8:1                                  | Robby Foldvari                       | Chris McBreen Johl Younger           |
| 2001                           | Sydney                               | Johl Younger                         | 5:3                                  | Glen Wilkinson                       | Shawn Budd Roger Farebrother         |
| 2002                           | Australien                           | Ian Barber                           | 3:1                                  | Alastair Davidson                    | James Mifsud Steve Robertson         |
| 2003                           | Australien                           | Aaron Mahoney                        | unbekannt                            | Johl Younger                         | unbekannt                            |
| 2004                           | Fidschi                              | Shawn Budd                           | unbekannt                            | Aaron Mahoney                        | unbekannt                            |
| 2005                           | Albury                               | Dene O’Kane                          | unbekannt                            | Glen Wilkinson                       | unbekannt                            |
| 2006                           | Auckland                             | Dene O’Kane                          | 6:5                                  | Aaron Mahoney                        | Adrian Ridley Alastair Davidson      |
| 2007                           | Brisbane                             | Dene O’Kane                          | 6:5                                  | Daniel Haenga                        | Glen Wilkinson Paul Balzer           |
| 2008                           | Tweed Heads                          | Glen Wilkinson                       | 6:4                                  | Chris McBreen                        | Vinnie Calabrese Danik Lucas         |
| 2009                           | Port Moresby                         | Glen Wilkinson                       | 6:1                                  | Daniel Thorp                         | James Mifsud Vinnie Calabrese        |
| 2010                           | Sydney                               | Shawn Budd                           | 6:2                                  | Glen Wilkinson                       | Paul Balzer Chris McBreen            |
| 2011                           | Auckland                             | Joe Minici                           | 6:4                                  | Steve Mifsud                         | Gary Gillard Shannon Swain           |
| 2012                           | Melbourne                            | Ben Judge                            | 6:2                                  | James Mifsud                         | Shawn Budd Adrian Ridley             |
| 2013                           | Port Moresby                         | Vinnie Calabrese                     | 6:5                                  | Matthew Bolton                       | Ryan Thomerson Steve Mifsud          |
| 2014                           | Albury                               | Steve Mifsud                         | 6:2                                  | Charlie Chafe                        | Matthew Bolton Adrian Ridley         |
| 2015                           | Auckland                             | Vinnie Calabrese                     | 6:3                                  | Matthew Bolton                       | Ben Judge Ryan Thomerson             |
| 2016                           | Sydney                               | Kurt Dunham                          | 6:5                                  | Steve Mifsud                         | Adrian Ridley Peter McCullagh        |
| 2017                           | Albury                               | Matthew Bolton                       | 6:3                                  | Ben Judge                            | Steve Mifsud Peter McCullagh         |
| 2018                           | Sydney                               | Adrian Ridley                        | 6:4                                  | Dennis Paul                          | Joe Minici Tyson Crinis              |
| 2019                           | Sydney                               | Steve Mifsud                         | 6:4                                  | Kurt Dunham                          | Alan McCarthy Joe Minici             |
| 2020                           | Sydney                               | Cale Barrett                         | 6:4                                  | Shaun Dalitz                         | Joe Minici Ryan Thomerson            |
| Asia Pacific Open Championship |                                      |                                      |                                      |                                      |                                      |
| 2021                           | keine Austragung (COVID-19-Pandemie) | keine Austragung (COVID-19-Pandemie) | keine Austragung (COVID-19-Pandemie) | keine Austragung (COVID-19-Pandemie) | keine Austragung (COVID-19-Pandemie) |
| 2022                           | Sydney                               | Ryan Thomerson                       | 6:1                                  | Justin Sajich                        | Glen Wilkinson Adam Waller           |
| 2023                           | Auckland                             | Liu Hongyu                           | 6:1                                  | Wang Yuchen                          | Fung Kwok Wai Chang Yu Kiu           |
| 2024                           | Sydney                               | Lei Peifan                           | 6:5                                  | Vinnie Calabrese                     | Wan Nansen Sin Man Shaun Dalitz      |
| 2025                           | Albury                               | Chang Bingyu                         | 6:1                                  | Ryan Thomerson                       | Chau Hon Man Vinnie Calabrese        |